# Bellator 118
Bellator CXVIII é um evento de artes marciais mistas promovido pelo Bellator MMA, é esperado para ocorrer em 2 de maio de 2014 no Revel Atlantic City em Atlantic City, New Jersey. O evento será transmitido ao vivo na Spike TV.

## Antecedentes
O evento principal seria a luta pelo Cinturão Peso Galo do Bellator entre o campeão Eduardo Dantas e o vencedor do Torneio de Galos da 9ª Temporada Joe Warren. Porém, uma lesão fez o campeão se retirar do evento, tendo então que criar o Cinturão Interino da categoria, para disputá-lo com Warren foi colocado Rafael Silva.
A luta de Semifinal do Torneio de Meio-Médios entre Andrey Koreshokov e Sam Oropeza que aconteceria no Bellator 115 foi remarcada para esse evento.

## Resultados
^ a: Pelo Cinturão Peso Galo Interino do Bellator.

^ b: Semifinal do Torneio de Meio Médios da 10ª Temporada.

^ c: Quartas de Final do Torneio de Meio Pesados da Temporada de Verão de 2014.